# Вулиця Хутірська (Тернопіль)
Вулиця Хутірська — одна з вулиць в мікрорайоні «Пронятин» міста Тернополя. 

## Відомості
Вулиця була приєднана до Тернополя як частина колишнього села Пронятин у 1985 році. Розпочинається від вулиці Мирної, пролягає на південь до вулиці Калинової, де і закінчується. На вулиці розташовані приватні будинки, неподалік знаходиться школа №30.

## Транспорт
На вулиці розташована зупинка громадського транспорту, до якої курсує комунальний автобусний маршрут №23.